# Alejandro H. Leloir
Alejandro Henrique Leloir fue un abogado, terrateniente y político argentino. Ejerció como diputado nacional por la provincia de Buenos Aires entre 1948 y 1955. También fue Presidente del Consejo Superior del Partido Peronista entre julio y septiembre de 1955.

## Primeros años
Leloir nació en la Ciudad de Buenos Aires en 1905, como hijo de Pedro Alberto Leloir Sáenz Valiente (1874-1954) y María Luisa Enriqueta Martínez Chas. Su abuelo paterno, Alejandro Leloir, fue diputado nacional en 1886 por el Partido Autonomista Nacional. Su bisabuelo materno fue Francisco Chas Belgrano, un hacendado y político, sobrino de Manuel Belgrano, quien fundó el partido de General Belgrano, y que sirvió como convencional constituyente de la sanción de la constitución del Estado de Buenos Aires, y senador provincial en la década de 1860 por el Partido Nacionalista, que lideraba el general Bartolomé Mitre, del cual era un fervoroso miembro. Era sobrino de Guillermo Udaondo, gobernador mitrista de la provincia de Buenos Aires entre 1894 y 1898.
Se graduó como abogado en la Universidad de Buenos Aires. Poco después comenzó a militar activamente en el sector personalista de la Unión Cívica Radical, en medio de la división partidaria entre personalistas y antipersonalistas, apoyando activamente la candidatura presidencial de Hipólito Yrigoyen en 1928. 
Luego del golpe de Estado a Hipólito Yrigoyen el 6 de septiembre de 1930, Leloir continuó participando en la política partidaria del radicalismo. Su partido se mantuvo en una posición de abstención revolucionaria desde el veto de la candidatura de Alvear en octubre de 1931 hasta 1935, año en que la política abstencionista se abandonó. 
Leloir mantuvo una fuerte oposición a la conducción alvearista dentro del Partido Radical, lo que lo llevó a participar de la fundación del Movimiento Revisionista Radical, opuesto a la conducción del Comité de la Unión Cívica Radical en la provincia de Buenos Aires, en abril de 1940. El Movimiento Revisionista Radical estaba presidido por Crisólogo Larralde, Ricardo Balbín y Salvador Cetrá, también contaba entre sus filas a Moisés Lebensohn, Oscar Alende, Ataulfo Pérez Aznar, y otros, y contaban con el apoyo del importante dirigente Honorio Pueyrredón, quienes luchaban por volver al ideario yrigoyenista dentro del partido.
El 5 de junio de 1943, firmó, como secretario de la Junta Directiva de la Unión Cívica Radical Movimiento Revisionista, de la provincia de Buenos Aires, junto a Cetrá, Balbín, Alende y Guillermo Martínez Guerrero, una nota al general Arturo Rawson, justificando y apoyando su accionar en el golpe de Estado contra el presidente constitucional Ramón S. Castillo, ocurrido el día anterior. 
En septiembre de 1943, Leloir tuvo su primera reunión con el entonces coronel Juan Domingo Perón, a la que asistió junto a los dirigentes revisionistas radicales Balbín y Cetrá. De ellos tres, solamente Balbín no se uniría al futuro movimiento peronista.

## Peronismo

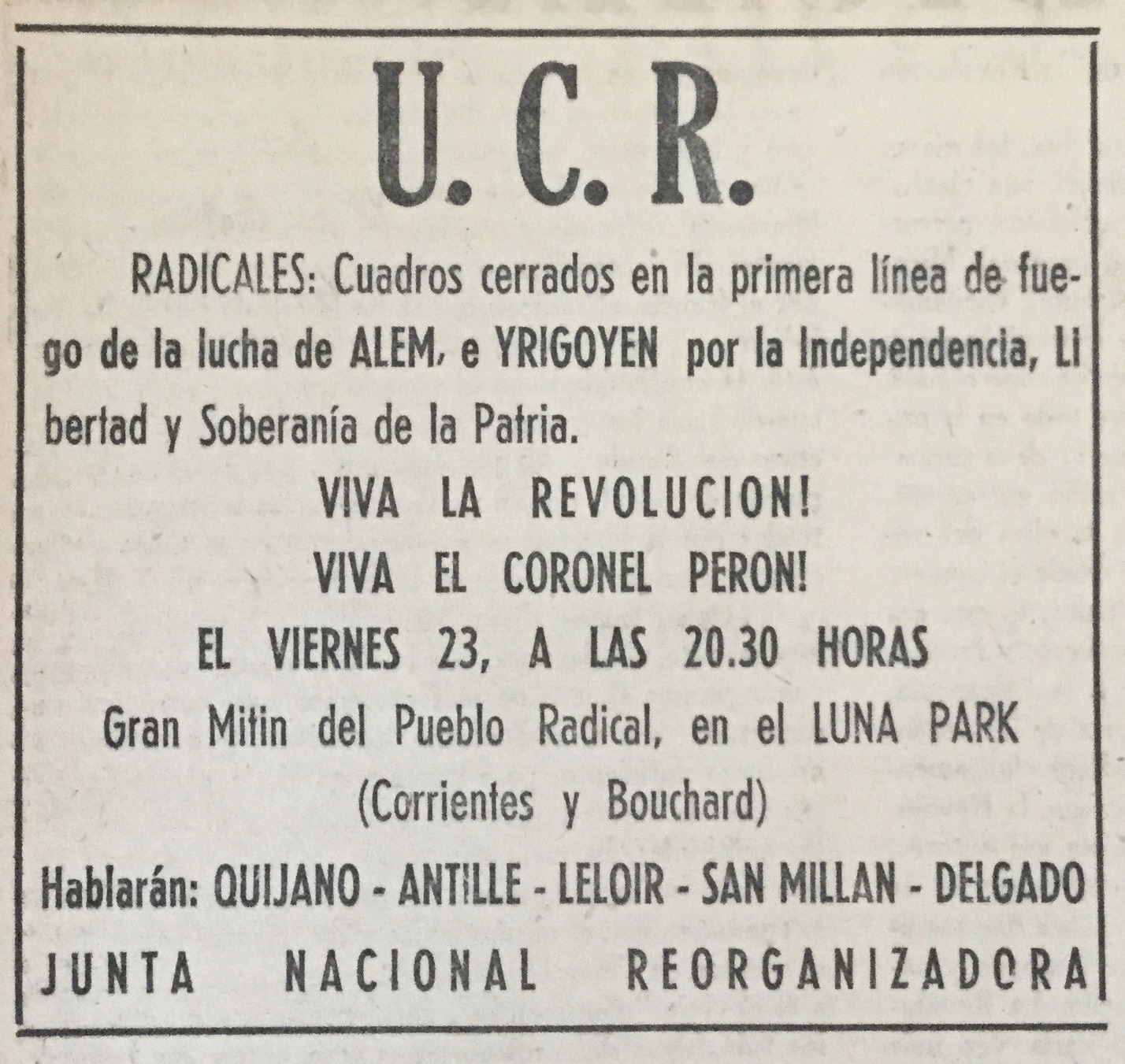

En 1945, Leloir comenzaría a participar activamente dentro del gobierno militar, convirtiéndose en uno de los principales asesores de Juan Atilio Bramuglia, interventor de la provincia de Buenos Aires. En octubre de 1945, formaría parte del grupo fundador, junto a Hortensio Quijano, Armando Antille, Juan Isaac Cooke, y otros, de la Unión Cívica Radical Junta Renovadora, que agrupaba a los radicales que apoyaban la candidatura presidencial del coronel Perón.
Su nombre había sido proclamado por la UCR Junta Renovadora como candidato a gobernador de Buenos Aires en enero de 1946, acompañado en la fórmula por Bramuglia. Aunque finalmente renunció a su candidatura para dejar lugar al coronel Domingo Mercante, quien sería el gobernador bonaerense.

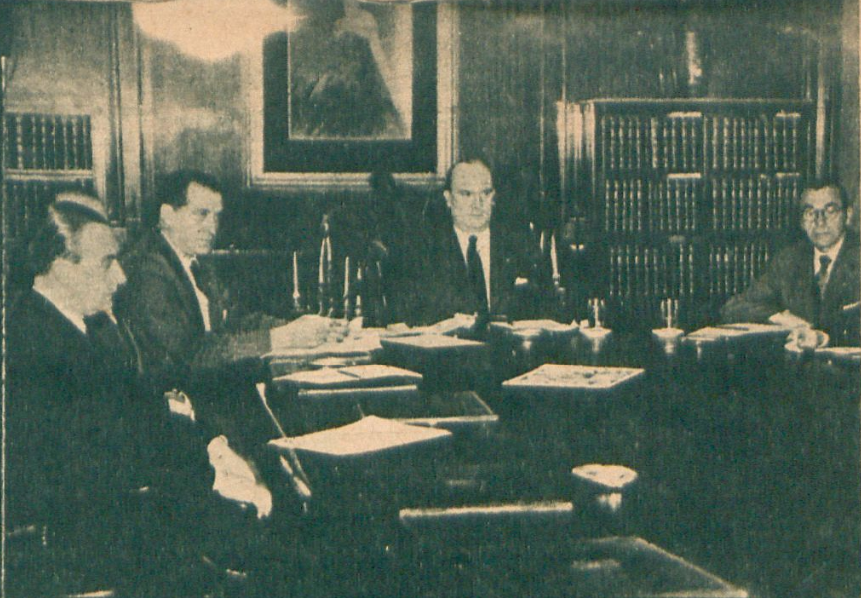
Alejandro H. Leloir preside su primera reunión como presidente del Consejo Superior del Partido Peronista, agosto de 1955.

Entre 1947 y 1948, fue presidente de la Banco Nación. En 1948, Leloir fue elegido diputado nacional por la provincia de Buenos Aires, en representación del Partido Peronista. Asumió su banca el 4 de junio de 1948 y la mantuvo por los siguientes cuatro años.
En julio de 1955, semanas después de los bombardeos a Plaza de Mayo, fue elegido por Perón como nuevo Presidente del Consejo Superior del Partido Peronista, en reemplazo de Alberto Teisaire. Durante ese tiempo, tuvo la tarea de responderle a Arturo Frondizi, presidente de la Unión Cívica Radical, su discurso, cuando se abrieron las radios nuevamente a los opositores. En su discurso, Leloir, defendió la política que venía llevando Perón desde hacía nueve años en materia económica, educativa, y en afianzar la Justicia Social. También defendió los contratos petroleros y el ingreso de capitales extranjeros en la economía argentina.

## Revolución Libertadora
En septiembre de 1955, a pocos días de haberse consumado el golpe de Estado que derrocó a Juan Domingo Perón, Alejandro Leloir, como presidente del Partido Peronista, saludó al nuevo gobierno encabezado por el general Eduardo Lonardi y declaró que el movimiento peronista comenzaba "una marcha sin andadores". Leloir intentó posicionarse como el nuevo líder del Movimiento Peronista, su figura fue secundada por distintos sectores políticos peronistas interesados tanto en reformular las estructuras del movimiento y del partido como en controlarlas, entre ellos se encontraban al grupo de ex forjistas que trabajaron como segundas líneas políticas en el gobierno bonaerense de Domingo Mercante, en el que se destacaron, entre otros, Arturo Jauretche, Francisco José Capelli y Miguel López Francés. 
El 28 de septiembre, Leloir fue detenido y en marzo de 1956 el, ahora, gobierno del general Pedro Eugenio Aramburu sancionó el Decreto 4161/56, proscribiendo al Movimiento Peronista, abarcando tanto la ilegalización del partido, como la prohibición de sus ideas y símbolos, e incluso la mención de los nombres de Perón y Evita. De esta forma, la idea de Leloir de formar un movimiento neoperonista a meses de la Revolución Libertadora quedaba truncó. 
En 1957 fue liberado de la cárcel y se unió al partido Unión Popular, fundado por Juan Atilio Bramuglia en diciembre de 1955. Leloir fue candidato a presidente de la Nación, junto a Bramuglia como candidato a vicepresidente, por tal agrupación neoperonista en las elecciones presidenciales de 1958, pero el voto peronista se distribuyó entre Arturo Frondizi, candidato de la Unión Cívica Radical Intransigente, y el blanco. 
En las elecciones presidenciales de 1963, Leloir acompañado al general Justo León Bengoa como su candidato a vicepresidente de la Nación por el Frente Justicia Social, integrado por el Partido de la Justicia Social y el Partido Laborista. 